# Iglesia de San Miguel (La Paz)
La Iglesia de San Miguel Arcángel es un edificio religioso católico e hito urbano de la ciudad de La Paz, sede de gobierno de Bolivia.
La concepción arquitectónica, el diseño estructural y la construcción fueron realizados por el ingeniero boliviano Mario Galindo Rojas.

## Historia
La parroquia San Miguel  comenzó a funcionar en 1959,  año en que llegaron a la ciudad los primeros sacerdotes de la congregación religiosa de los Padres Resurreccionistas a solicitud del entonces obispo de La Paz, Mons. Abel Antezana.

## Ubicación
La parroquia de San Miguel está ubicada en la zona sur de la ciudad de la Paz, en el barrio de Calacotco, en la Avenida Ballivian, Plaza San Miguel, calle 21.  En una de las zonas con mayor actividad comercial y de mayor costo en cuanto a suelos y vivienda.

## Historia
La construcción del templo se inició en 1963 concluyendo las obras en 1967 cuando  Mons. Jorge Manrique, Arzobispo de La Paz consagró el templo con el nombre de San Miguel Arcángel.
El padre Gregorio señala también que no solamente se enfocó el trabajo pastoral en la construcción del templo y la conformación de la vida parroquial sino que otro aspecto importante que se inició en la zona fue la educación de los jóvenes y niños,  trabajo al que se dedicaron por completo el padre Walter y las Hermanas de Notre Dame quienes comenzaron las primeras escuelas del lugar que continúan vigentes.
Se recuerda con mucho cariño el trabajo del padre Jaime quien se dedicó a formar la parroquia y la construcción del templo teniendo siempre presente el pensamiento del fundador de la congregación: no solamente formar una institución sino hacer de la parroquia una verdadera familia, “creo que este es un testimonio muy grande que nos dejaron los primeros sacerdotes y que se ha querido continuar dando mucha apertura y responsabilidad a los laicos…las personas cambian, los tiempos cambian,  pero la misión en esencia no cambia es la misma”, señala el párroco de San Miguel.